# 直隶省
直隶省（穆麟德轉寫：jyli golo），为清朝汉地十八省之一，前身为明朝的北直隶。其辖区以今河北省、北京市和天津市为主。初称为直隶地方，康熙八年设守道、巡道各一员，雍正二年设立布政使、按察使二司，乾隆《清会典则例》正式记载为直隶省，至1928年7月南京国民政府改直隶省为河北省为止。

## 督抚
- 1644年，设宣府巡抚（驻宣府）、顺天巡抚（驻遵化县）、天津总督（驻天津卫）、保定巡抚（驻真定府）。同年，裁撤天津总督，设天津巡抚。
- 1649年，裁撤天津巡抚、保定巡抚。设直隶山东河南三省总督，驻大名府。
- 1652年，废除宣府巡抚，由宣大总督兼理。
- 1654年，顺天巡抚改为直隶巡抚，治河间府。
- 1658年，裁撤宣大总督、直隶山东河南三省总督，设直隶保定巡抚，驻保定府。
- 1661年，废除顺天巡抚，直隶全境剩下一个保定巡抚，即直隶巡抚，驻真定府。另设直隶总督，驻大名府。
- 1665年，直隶总督改为直隶山东河南三省总督。
- 1669年，裁撤直隶山东河南三省总督，直隶巡抚改驻保定府。
- 1715年，直隶巡抚加总督衔。
- 1722年，直隶巡抚停兼总督衔。
- 1724年，直隶巡抚被裁撤，改为直隶总督。1763年，直隶总督兼管巡抚事务。

## 政区沿革
- 1644年，下辖顺天府、保定府、河间府、真定府、顺德府、广平府、大名府、永平府、保安直隶州、延庆直隶州、宣府镇
- 1693年，宣府镇改为宣化府，保安州、延庆州劃入該府，成為散州
- 1723年，真定府为雍正帝避讳，改为正定府；设热河诸厅、口北诸厅属直隶
- 1724年，冀州直隶州、赵州直隶州、定州直隶州、深州直隶州、晋州直隶州从正定府划出
- 1725年，改天津卫为天津直隶州，从河间府划出
- 1729年，沧州直隶州从河间府划出
- 1730年，天津直隶州改为天津府，沧州直隶州改为天津府的散州
- 1733年，热河厅改为承德直隶州，易州直隶州从保定府划出
- 1734年，晋州直隶州改为正定府的散州
- 1743年，遵化直隶州从顺天府划出
- 1778年，热河诸厅改为承德府
- 1903年，朝阳府从承德府划出
- 1908年，赤峰直隶州从承德府划出

## 行政区划
| 直隶省行政区划图（1820年）                                                                                                 |
| 顺天府 永平府 遵化州 保定府 ↑ \| 正定府 冀州 易州 赵州 定州 深州 天津府 河间府 大名府 顺德府 广平府 承德府 口北三厅 宣化府 |

| 清朝直隶省之道、府、县级行政区划（1911年） |                    | |
| 道                                         | 府、直隶州、直隶厅 | 散厅、散州、县（标星号者为附郭县） |
| 霸昌道 通永道                              | 京师顺天府         | 西路厅（驻宛平拱极城）： 大兴县* 宛平县* 涿州 良乡县 房山县 东路厅（驻通州）： 通州 蓟州 三河县 武清县 宝坻县 香河县 宁河县 南路厅（驻大兴黄村）： 霸州 保定县 文安县 大城县 固安县 永清县 东安县 北路厅（驻昌平巩华城）： 昌平州 顺义县 怀柔县 密云县 平谷县 |
| 霸昌道 通永道                              | 永平府             | 卢龙县* 滦州 迁安县 抚宁县 昌黎县 乐亭县 临榆县 |
| 霸昌道 通永道                              | 遵化直隶州         | 玉田县 丰润县 |
| 天津道                                     | 天津府             | 天津县* 沧州 静海县 青县 南皮县 盐山县 庆云县 |
| 清河道                                     | 保定府             | 清苑县* 祁州 安州 满城县 安肃县 定兴县 新城县 容城县 雄县 完县 唐县 望都县 博野县 蠡县 束鹿县 高阳县 |
| 清河道                                     | 正定府             | 正定县* 晋州 获鹿县 井陉县 平山县 灵寿县 行唐县 阜平县 栾城县 元氏县 赞皇县 无极县 新乐县 藁城县 |
| 清河道                                     | 河间府             | 河间县* 景州 献县 肃宁县 任丘县 交河县 阜城县 宁津县 故城县 吴桥县 东光县 |
| 清河道                                     | 冀州直隶州         | 南宫县 新河县 枣强县 武邑县 衡水县 |
| 清河道                                     | 易州直隶州         | 涞水县 广昌县 |
| 清河道                                     | 赵州直隶州         | 柏乡县 隆平县 高邑县 临城县 宁晋县 |
| 清河道                                     | 定州直隶州         | 深泽县 曲阳县 |
| 清河道                                     | 深州直隶州         | 武强县 饶阳县 安平县 |
| 大顺广道                                   | 大名府             | 大名县* 元城縣* 开州 南乐县 清丰县 东明县 长垣县 魏县 |
| 大顺广道                                   | 顺德府             | 邢台县* 沙河县 南和县 任县 平乡县 广宗县 巨鹿县 唐山县 内丘县 |
| 大顺广道                                   | 广平府             | 永年县* 磁州 曲周县 肥乡县 广平县 成安县 邯郸县 鸡泽县 威县 清河县 |
| 热河道                                     | 承德府             | 滦平县 丰宁县 隆化县 平泉州 |
| 热河道                                     | 朝阳府             | 建昌县 阜新县 建平县 绥东县 |
| 热河道                                     | 赤峰直隶州         | 开鲁县 林西县 |
| 口北道                                     | 宣化府             | 宣化县* 围场厅 蔚州 延庆州 保安州 赤城县 龙门县 万全县 怀来县 怀安县 西宁县 |
| 口北道                                     | 口北三厅           | 多伦诺尔厅 独石口厅 张家口厅 |